# Charles Hamilton Houston
Pour les articles homonymes, voir Hamilton et  Houston.
Charles Hamilton Houston, né le 3 septembre 1895 à Washington où il meurt le 22 avril 1950, est un avocat et universitaire américain. Il établit les bases juridiques permettant les arrêts de la Cour suprême des États-Unis qui mettent fin à la ségrégation raciale dans les écoles publiques et pour l'accès à la propriété, en la déclarant inconstitutionnelle. Il est surnommé  « l'homme qui a tué les lois Jim Crow ».

## Biographie

### Jeunesse et formation
Charles Hamilton Houston est le fils de William LePré Houston, un avocat et enseignant, et de Mary Ethel Hamilton Houston, une enseignante puis coiffeuse. Les parents de Charles veillent à lui donner une éducation ouverte à la culture en l'emmenant aux concerts, au théâtre, et lui font donner des cours de piano,,,.
Après ses études secondaires, il entre en 1910-1911, à l'école préparatoire pour les jeunes afro-américains la M Street High School (en) de Washington (école connue maintenant sous le nom de la Dunbar High School (Washington, D.C.) (en)), la meilleure école des États-Unis pour les Afro-américains, il en sort avec le titre de Valedictorian,.
Le 13 septembre 1911, il prend le train pour entrer au Amherst College dans le Massachusetts, il est le seul étudiant afro-américain de la promotion 1915 qui obtient le Bachelor of Arts (licence). Ayant fini major de sa promotion, conformément à la tradition, il  grimpe dans la tour de la chapelle Johnson du Amherst College pour y graver les initiales de son nom suivies de l'année de sa promotion : CHH.15,.
Durant ses études, il est accepté à la prestigieuse fraternité étudiante Phi Beta Kappa,,.
Diplômé, il retourne à Washington, et de 1915 à 1917, il enseigne la littérature anglaise à l'Université Howard à Washington (district de Columbia),.

### La Grande Guerre des Nations
En 1917, quand les États-Unis s'engagent dans la première guerre mondiale, Charles se porte volontaire pour entrer dans l'armée, il entre dans le camp d'entrainement des officiers de Fort Des Moines Provisional Army Officer Training School (en), puis au Fort George G. Meade et enfin, il est affecté au camp de transit de Fort Dix avant d'être envoyé en France et en Allemagne comme lieutenant d'artillerie au sein du 315th Field Artillery Regiment (« 315e Régiment d’artillerie de campagne ») de l'American Expeditionary Force,.
Durant sa période militaire, Charles constate les injustices liées au racisme, les officiers blancs méprisent les officiers afro-américains, ces derniers ne sont pas admis au mess des officiers, même sur le front, ils doivent utiliser des douches et des latrines ségréguées et toute relation avec des femmes blanches est prohibée. Ces diverses expériences contraires à la fraternité des armes a renforcé la détermination de Charles à combattre les injustices raciales,,.
En février 1919, Charles retourne aux États-Unis. Il prend le train pour rejoindre Fort Dix, lui et un autre officier afro-américain se rendent au wagon-restaurant pour manger, leur table est à proximité d'un homme blanc, celui-ci demande scandalisé à ce que le serveur place ces noirs à une autre table. Ce dernier épisode montrant le peu de cas que les blancs faisaient de leurs compatriotes noirs qui avaient combattu pour la nation. En avril 1919, Charles Houston est démobilisé et déclare : « Mon champ de bataille est en Amérique, pas en France. ».

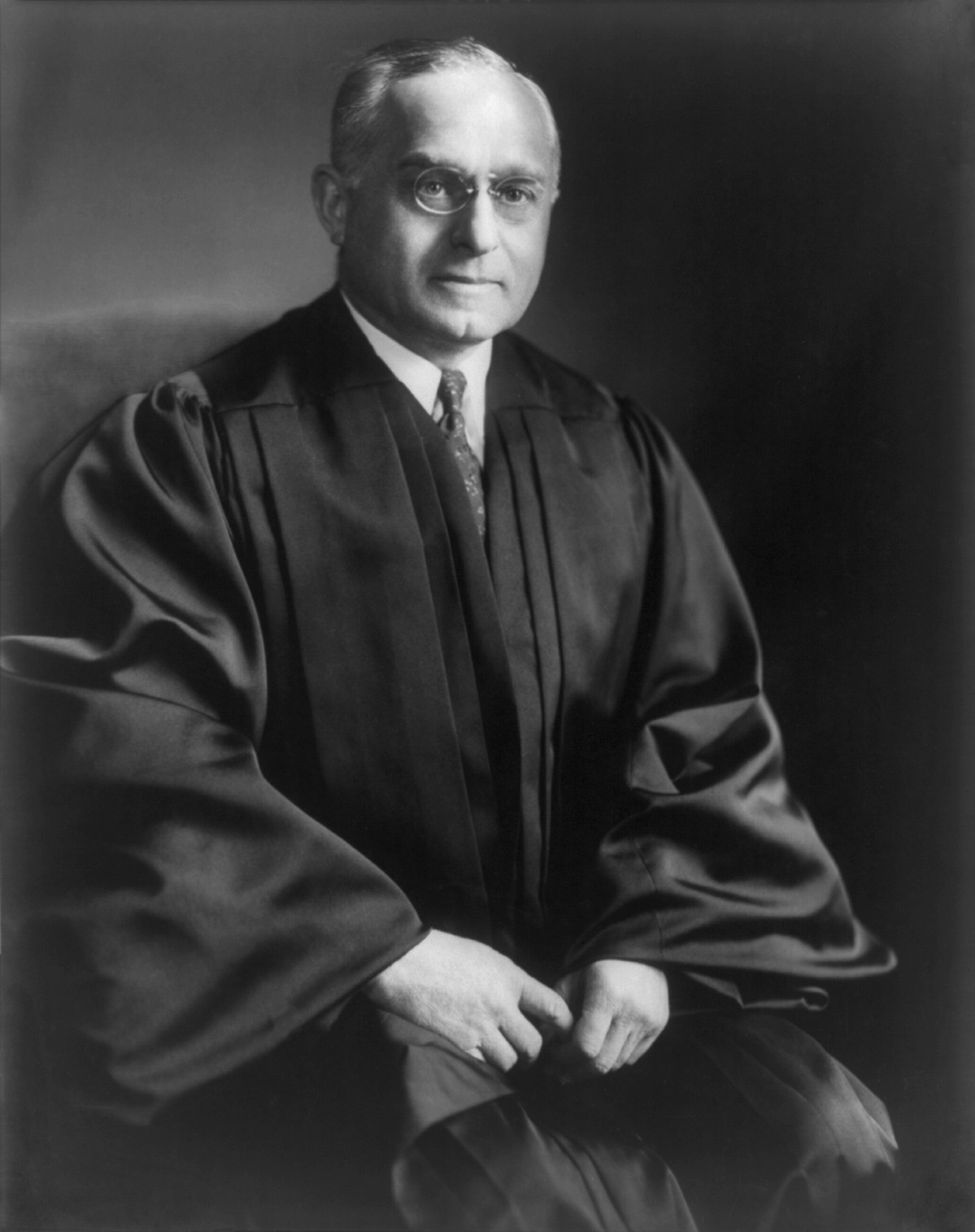
Portrait photographique de Felix Frankfurter.

De retour à Washington, il est comme d'autres Afro-Américains effrayé par les injustices liées aux émeutes sanglantes, dites de l'Été rouge, organisées par des suprémacistes blancs contre les Afro-Américains et qui atteignent leur paroxysme par le massacre d'Elaine des 30 septembre et 1er octobre 1919. Les injustices flagrantes des procès qui s'ensuivent  décident Charles à poursuivre des études de droit afin de combattre l'injustice par le droit ; pour cela il se présente à l'Université Harvard, grâce à son passé scolaire brillant, il est accepté à la faculté de droit de Harvard où il obtient son Bachelor of Laws (licence) en 1922, puis son doctorat en droit en 1923 sous la direction de Felix Frankfurter qui est pour lui son mentor. Il est le premier afro-américain à écrire des articles au sein de la Harvard Law Review. Puis il part étudier le droit civil à l'université de Madrid en 1924. Quand il rentre aux États-Unis, c'est avec le projet d'en finir avec les lois Jim Crow.

### Carrière
De retour d'Espagne, Charles rejoint le cabinet de son père pour s'occuper d'affaires de droit civil.

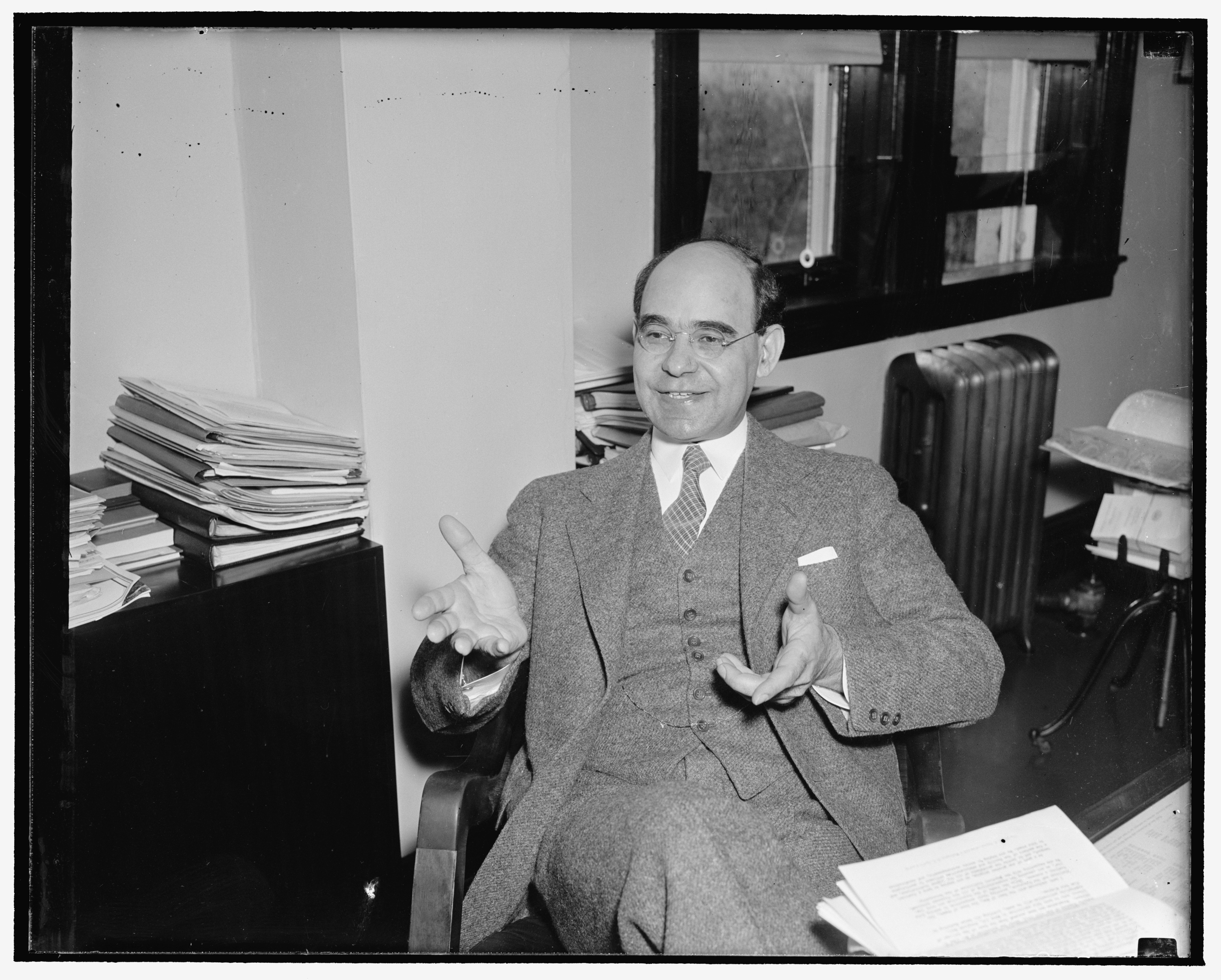
Photographie de Mordecai Johnson, premier président afro-américain de l'université Howard.

Charles donne également des cours de droit à l'université Howard. En 1929, Mordecai Wyatt Johnson (en), premier président afro-américain de l'université Howard, nomme Charles directeur de la faculté de droit, poste qu'il occupera jusqu'en 1935,. il répète à ses élèves qu'ils ont le choix : « un avocat est soit un fabricant d’ingénierie sociale, soit un parasite qui vit sur le dos de la société » (a lawyer’s either a social engineer or he’s a parasite on society). Un bon ingénieur social, selon Charles Houston, est un avocat qui utilise ses connaissances juridiques pour améliorer le sort des citoyens les plus mal lotis de la nation. Charles Houston focalise son action et ses recherches juridiques sur les questions de l'égalité raciale. Il est persuadé que le combat pour l'égalité des droits civiques se gagnera dans les cours de justice,
Il conduit une enquête sur le taux des avocats afro-américains dans le Sud, il constate un déficit massif, aussi il fait de sorte que l'université Howard forme et envoie le plus possible d'avocats dans le Sud
De 1934 à 1940, il est engagé comme conseiller juridique par la  National Association for the Advancement of Colored People, il se fait assister en 1936 par Thurgood Marshall qui prendra sa succession lors de son départ. Parmi ses élèves les plus brillants en dehors de Thurgood Marshall, il y a Oliver White Hill (en) et Spottswood William Robinson III (en).
Durant cette période il plaide différents cas devant la Cour suprême des États-Unis (Cf. paragraphe suivant).
Sa première plaidoirie concerne  George Crawford, un Afro-Américain, accusé d'avoir volé et tué deux femmes blanches, il réussira à faire admettre un doute raisonnable auprès des membres du jury quant au double meurtre, sauvant Crawford de la peine capitale.
En 1935, il s'oppose aux partisans de W.E.B. Du Bois qui veulent un développement séparé ne devant rien aux blancs, alors que Charles est pour un combat commun avec les blancs victimes des inégalités sociales.

### Les recours déposés à la Cour suprême des États-Unis

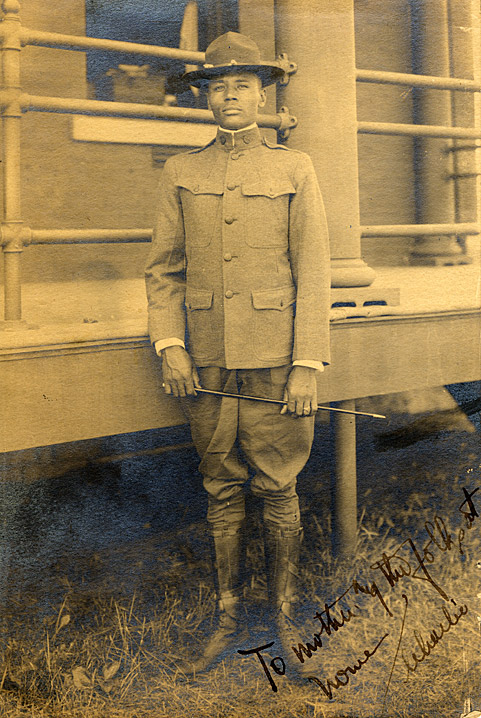
Charles Hamilton Houston en uniforme de lieutenant durant la Première Guerre mondiale

Charles Hamilton Houston a déposé ou défendu plusieurs cas devant la Cour suprême, les succès de ses plaidoiries ont préparé l'arrêt de la Cour suprême Brown v. Board of Education puis le Civil Rights Act de 1964 :
1935 : Hollins versus State of Okklahoma, remettant en cause la composition d'un jury entièrement blanc pour juger un Afro-Américain, Jess Hollins,,
1938 : Hale v. Kentucky (en), un cas où la Cour suprême annule la condamnation d'un Afro-Américain, Joe Hale, accusé de meurtre parce que le procès avait systématiquement exclu les Afro-Américains du jury. La décision a été prise à l'unanimité au motif que les droits civils du demandeur avaient été violés. Charles H. Houston était assisté de Thurgood Marshall, avocats mandatés par la National Association for the Advancement of Colored People, pour représenter Joe Hale,.
1938 : Missouri ex rel. Gaines v. Canada (en), un cas qui oppose Lloyd L. Gaines (en) à l'université du Missouri, Silas Woodson Canada, qui refuse son admission au prétexte qu'il est un Afro-américain, au nom du Quatorzième amendement de la Constitution des États-Unis, la Cour suprême ordonne aux états soit de mettre fin à la ségrégation raciale dans les établissements universitaires, soit d'offrir des établissements ségrégués garantissant la même qualité d'enseignement. Charles Houston est l'avocat mandaté par National Association for the Advancement of Colored People pour représenter Lloyd Gaines,,,.
1944 : Steele v. Louisville & Nashville Railway Co. (en), ce cas oppose Bester Steele, un employé de la Louisville and Nashville Railroad, au syndicat  des conducteurs et chauffeurs de locomotive, syndicat majoritairement blanc ; ce syndicat, décide de façon unilatérale  une modification de la convention collective bloquant les promotions des chauffeurs afro-américains vers des postes de conducteur de locomotive et de limiter le nombre des chauffeurs afro-américains à pas plus de 50% du personnel. La Cour suprême a ordonné que les syndicats devaient représenter l'ensemble des salariés de leur branche sans distinction de race,. Ce cas est accompagné la même année du cas Tunstall v. Brotherhood of Locomotive Firemen and Enginemen (en) qui oppose Tom Tunstal, un chauffeur de locomotive de la Norfolk Southern Railway au syndicat Brotherhood of Locomotive Firemen and Enginemen (en) / Fraternité des chauffeurs et conducteurs de locomotive qui refusait l'admission en son sein de chauffeurs ou d’employés ferroviaires au prétexte de leur race. La Cour suprême arrête que tout syndicat, tout interlocuteur représentant les travailleurs dans l'élaboration des conventions collectives se doit d'accepter en son sein les salariés en dehors de toute discrimination raciale,,.
1948 : Hurd v. Hodge (en) qui oppose un couple d'Afro-Américains, James et Mary Hurd, à Frederic et Lena M. Hodge, propriétaires blancs d'une maison de la Bryant Street, située dans le quartier Northwest de Washington, qui exigent que les familles afro-américaines de la rue s'en aillent. Les deux familles sont propriétaires de maison appartenant à un ensemble immobilier créé par la Middaugh and Shannon Company en 1905, comportant 20 maisons entre le 114 et le 130, Bryant Street. Les Hodge s'appuyaient sur une clause restrictive de vente datant de 1905 qui interdisait la vente ou la location de ces maisons à des Afro-Américains sous peine d'amende et d'expulsion. Depuis les maisons ont changé de propriétaires et les agents immobiliers par négligence ou par spéculation ont omis la clause, c'est ainsi que le 9 mai 1944, la famille Hurd achète une maison au 116 Bryant Street, et sont les premiers afro-américains du quartier soulevant l'ire des Hodge. Charles Hamilton Houston assisté de Phineas Indritz (en) représente les Hurd. La Cour suprême, en s'appuyant sur le quatorzième amendement de la Constitution des États-Unis arrête qu'aucun contrat ne peut contenir de restrictions basées sur la race ou la couleur et donc maintient les Hurd dans leurs droits à demeurer dans la Bryant Street,,,. À la même date le 3 mai 1948, la cour suprême rend un arrêt concernant le cas Shelley v. Kraemer (en), où Charles H. Houston, Thurgood Marshall et Loren Miller (judge) (en) prennent la défense de la famille Shelley, des Afro-Américains, contre les Kraemer et d'autres propriétaires blancs qui s'opposaient à ce que des Afro-Américains puissent acquérir des logements dans leur voisinage, cela au nom de clause restrictive. Le président de la Cour suprême Fred M. Vinson, en s'appuyant aussi sur le quatorzième amendement de la Constitution des États-Unis, arrête que tout contrat ou convention possédant des clauses restrictives fondé sur la race sont une violation de la Constitution des États-Unis  et donc déboute les Kraemer et maintient les Shelley dans leurs droits,,,.

### Vie privée
Le 23 août 1924, il épouse Margaret Gladys Moran, ils divorcent en 1937,.
Le 14 septembre 1937, il épouse Henrietta Williams, ils ont un enfant, Charles, Jr.
Quand Charles quitte ses fonctions à la  National Association for the Advancement of Colored People, il est épuisé par des journées de 12 à 15 heures de travail. Il se concentre sur sa famille. Pour ses dernières missions, Il fait, partie du "Cabinet noir" du Président Franklin Delano Rossevelt, comme membre du Fair Employment Practice Committee (en) (Commission des pratiques équitables pour l'emploi), il démissionne en 1945 à la suite d'une dispute avec le Président Harry Truman.
Après de multiples alertes cardiaques, il décède le 2 avril 1950, foudroyé par un infarctus sur son lit d’hôpital.
Hugo Black et Tom Clark juges de la Cour suprême sont présents à ses funérailles ainsi que de multiples figures du mouvement des droits civiques.
Charles Hamilton Houston repose au  Lincoln Memorial Cemetery (Suitland, Maryland) (en)  de Suitland dans le Maryland, aux côtés de son père William LePre Houston.

## Prix et distinctions
- 1950 : récipiendaire de la Médaille Spingarn décernée par la National Association for the Advancement of Colored People à titre posthume[40],[41].

- 2002 : l'historien et philosophe Molefi Kete Asante inscrit Charles Hamilton Houston sur sa liste des 100 plus grands Afro-Américains[42].

## Héritage
Charles Hamilton Houston est passé à la postérité comme « l'homme qui a tué les lois Jim Crow » qui a ouvert le chemin aux autres grandes figures de l'égalité des droits, comme par exemple, Daisy Bates et Thurgood Marshall, qui mettront fin à discrimination dans le système éducatif américain de la maternelle aux universités.
En 1955, se crée la Charles Houston Bar Association (Association du barreau Charles Houston), en l'honneur de Charles Houston Hamilton, association qui a pour but de faciliter l'accès de juriste afro-américains à différents barreaux sur le territoire des États-Unis.
En 1975 , la Washington Bar Association (en), crée le prix de la Houston Medallion of Merit (Médaille du mérite Houston),.
Charles Ogletree (en), professeur de l'université Harvard, lance en septembre 2005 l'Institut Charles Hamilton Houston pour la race et la justice au sein de la Faculté de droit de Harvard, institut qui a pour vocation de veiller à ce que tous les membres de la société américaine bénéficient d'un accès égal aux droits d'accès aux services, aux emplois, aux responsabilités et avantages des citoyens des États-Unis dans le contexte d'une société multiraciale. L'Institut sert de pont entre la recherche, le droit, les politiques et la pratique,.

## Pour approfondir

#### Notices dans des encyclopédies et manuels de références
- (en-US) John A. Garraty (dir.), American National Biography, Volume 11: Hofstadter - Jepson, New York, Oxford University Press, USA, 1er janvier 1999, 956 p. (ISBN 9780195127904, lire en ligne), p. 273-274,
- (en-US) Rachel Kranz & Philip J. Koslow, The Biographical Dictionary of African Americans, New York, Facts on File, 1er mai 1999, 313 p. (ISBN 9780816039043, lire en ligne), p. 111-112,
- (en-US) Carole Boston Weatherford, Great African-American Lawyers: Raising the Bar of Freedom, Berkeley Heights, New Jersey, Enslow Publishing, 16 janvier 2003, 113 p. (ISBN 9780766018372, lire en ligne), p. 10-19,
- (en-US) Colin A. Palmer (dir.), Encyclopedia Of African American Culture And History: The Black Experience In The Americas, volume 3, Detroit, MacMillan Reference Books, 15 décembre 2005, 1365 p. (ISBN 9780028658162, lire en ligne), p. 1069-1071,
- (en-US) Paul Finkelman (dir.), Encyclopedia of African American History, 1896 to the Present: From the Age of Segregation to the Twenty-First Century, volume 2, New York, Oxford University Press, USA, 2 février 2009, 541 p. (ISBN 9780195167795, lire en ligne), p. 458-459,

#### Essais
- (en-US) Richard Kluger, Simple Justice : The History of Brown v. Board of Education and Black America's Struggle for Equality, New York, Alfred A. Knopf, 12 décembre 1975, 880 p. (ISBN 9780394472898, lire en ligne),
- (en-US) Genna Rae McNeil, Groundwork : Charles Hamilton Houston and the Struggle for Civil Rights, Philadelphie, University of Pennsylvania Press, 1er août 1984, 344 p. (ISBN 9780812211795, lire en ligne),
- (en-US) Diane Telgen, Brown V. Board of Education, Detroit, Michigan, Omnigraphics, 1er mai 2005, 288 p. (ISBN 9780780807754, lire en ligne),
- (en-US) Rawn James Jr., Root and Branch : Charles Hamilton Houston, Thurgood Marshall, and the Struggle to End Segregation, Bloomsbury Publishing, 19 janvier 2010, 276 p. (ISBN 978-1-59691-606-7, lire en ligne),
- (en-US) Gordon Andrews, Undoing Plessy : Charles Hamilton Houston, Race, Labor, and the Law, 1895-1950, Cambridge Scholars Publishing, 1er janvier 2014, 250 p. (ISBN 978-1-4438-5401-6),
- (en-US) David Bradley, The Historic Murder Trial of George Crawford : Charles H. Houston, the NAACP and the Case That Put All-White Southern Juries on Trial, McFarland & Co Inc, 30 mai 2014, 208 p. (ISBN 978-0-7864-9468-2, lire en ligne),

#### Articles
- (en-US) William R. Ming, Jr., « Racial Restrictions and the Fourteenth Amendment: The Restrictive Covenant Cases », The University of Chicago Law Review, vol. 16, no 2,‎ hiver 1949, p. 203-238 (36 pages) (lire en ligne ),
- (en-US) Frederick Dunn, « The Educational Philosophies of Washington, DuBois, and Houston: Laying the Foundations for Afrocentrism and Multiculturalism », The Journal of Negro Education, Vol. 62, No. 1,‎ 1993, p. 24-34 (lire en ligne)
- (en-US) Robert L. Carter, William T. Coleman, Jr., Jack Greenberg, Genna Rae McNeil and J. Clay Smith, Jr., « In Tribute: Charles Hamilton Houston », Harvard Law Review, Vol. 111, No. 8,‎ juin 1998, p. 2,148-2179 (lire en ligne),,
- (en-US) Brett Milano, « The man who killed Jim Crow: The legacy of Charles Hamilton Houston », Harvard Law Today,‎ 5 septembre 2019 (lire en ligne)